# Raukenblättriges Greiskraut
Das Raukenblättrige Greiskraut (Jacobaea erucifolia, Syn.: Senecio erucifolius L.), auch Raukenblättriges Kreuzkraut genannt, ist eine Pflanzenart aus der Gattung Jacobaea innerhalb der Familie der Korbblütler (Asteraceae). Sie gedeiht insbesondere in kalkhaltigen Halbtrockenrasen.

## Beschreibung

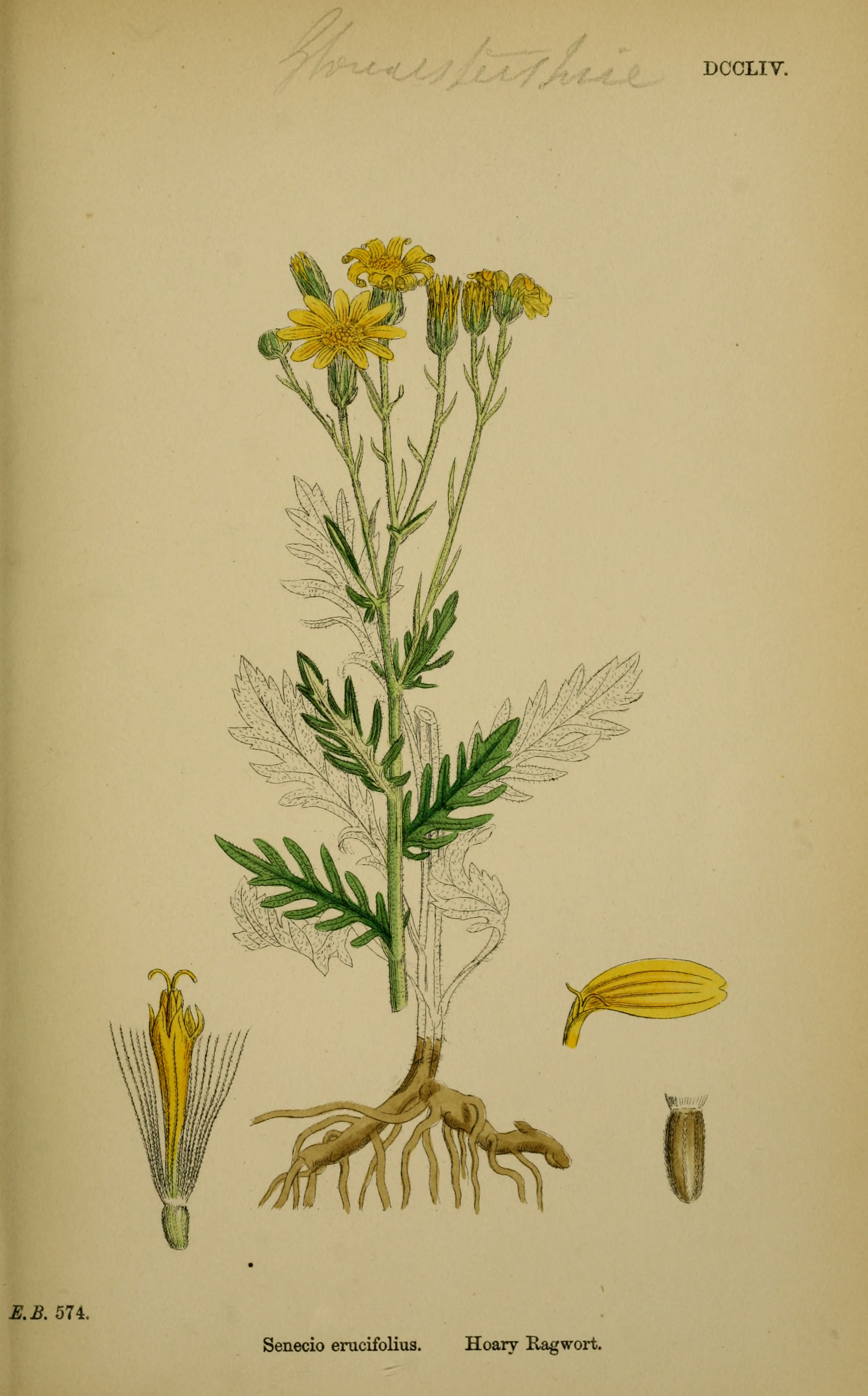
Illustration

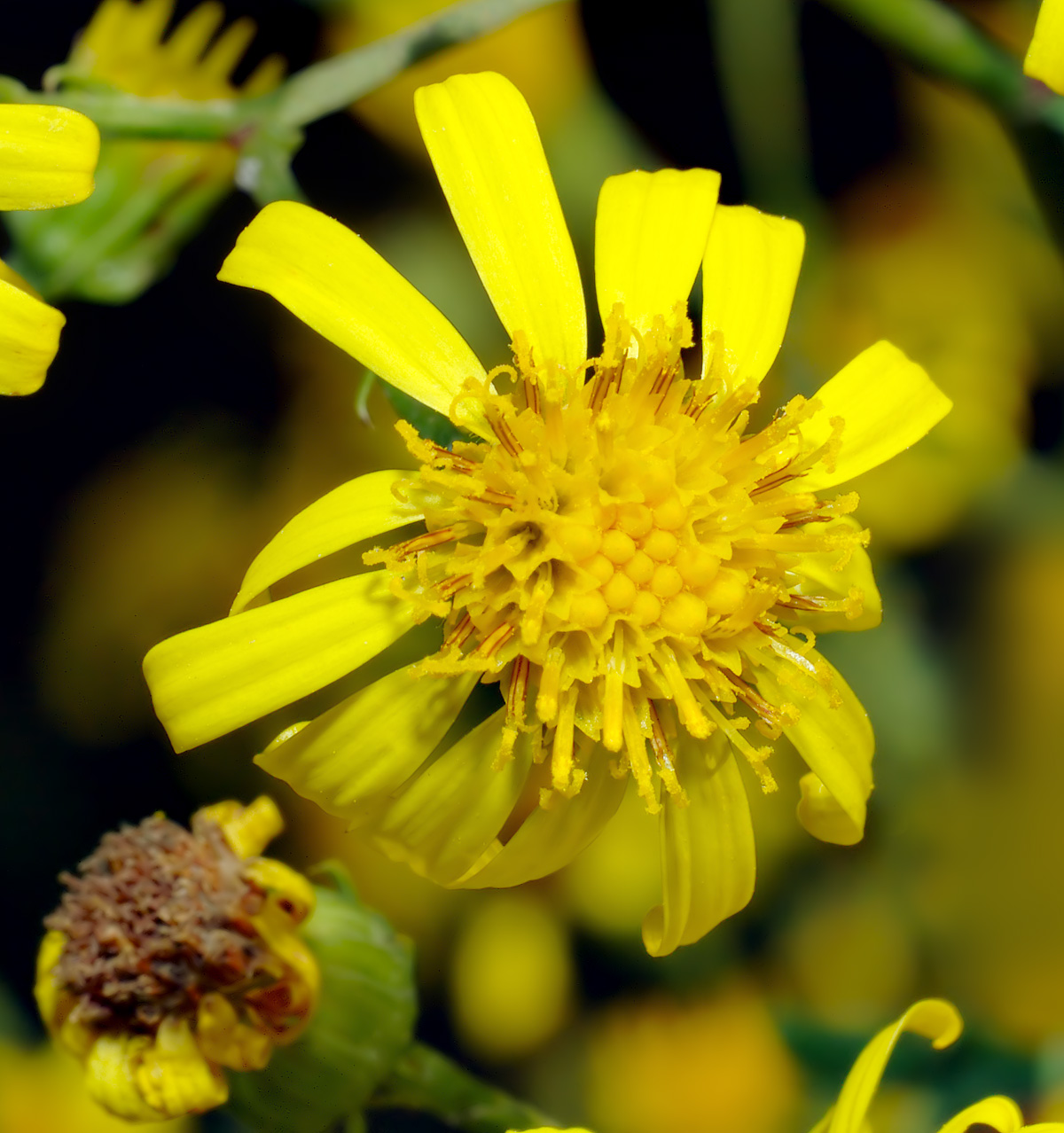
Blütenkörbchen

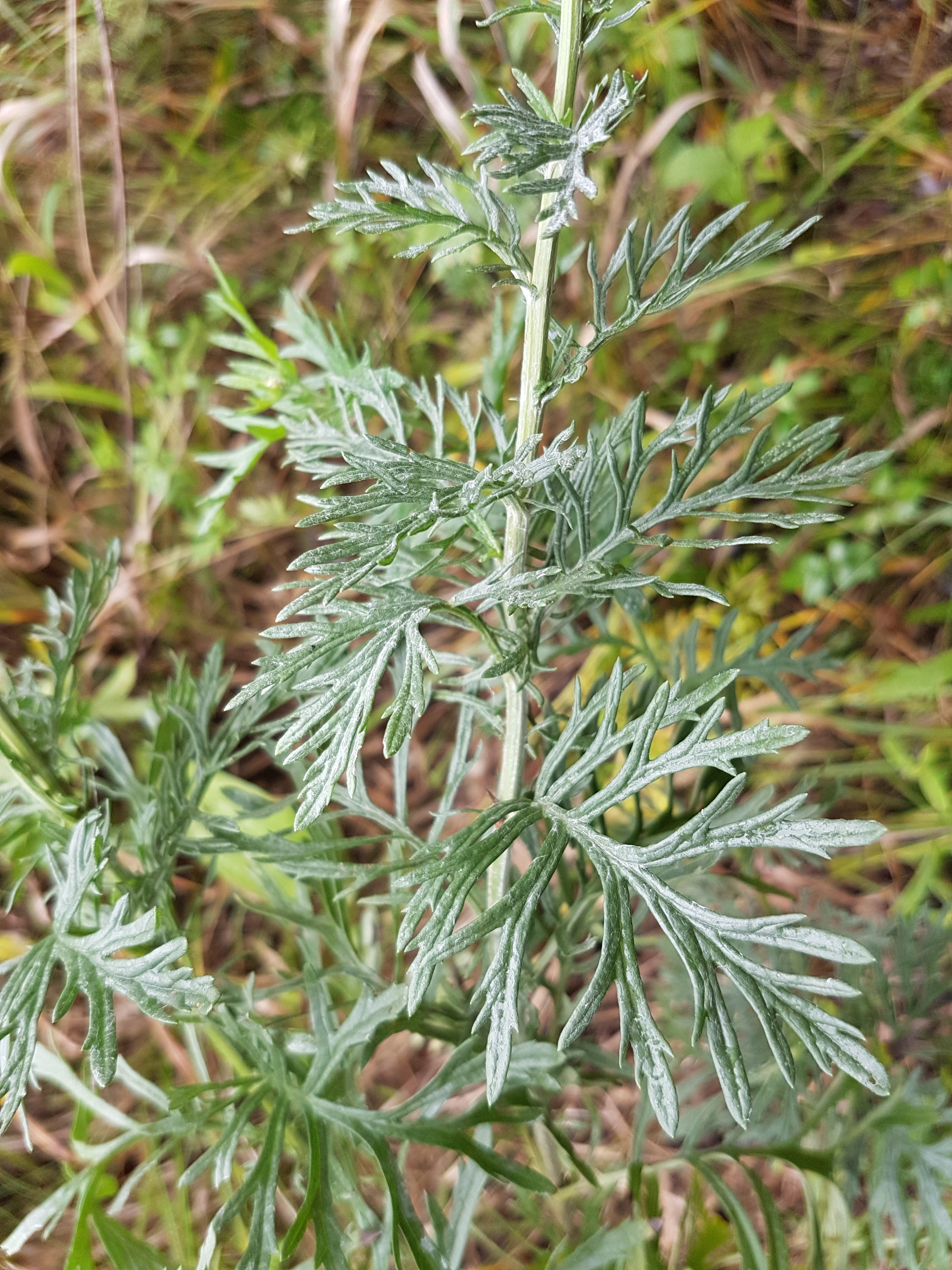
Stängel mit Laubblättern

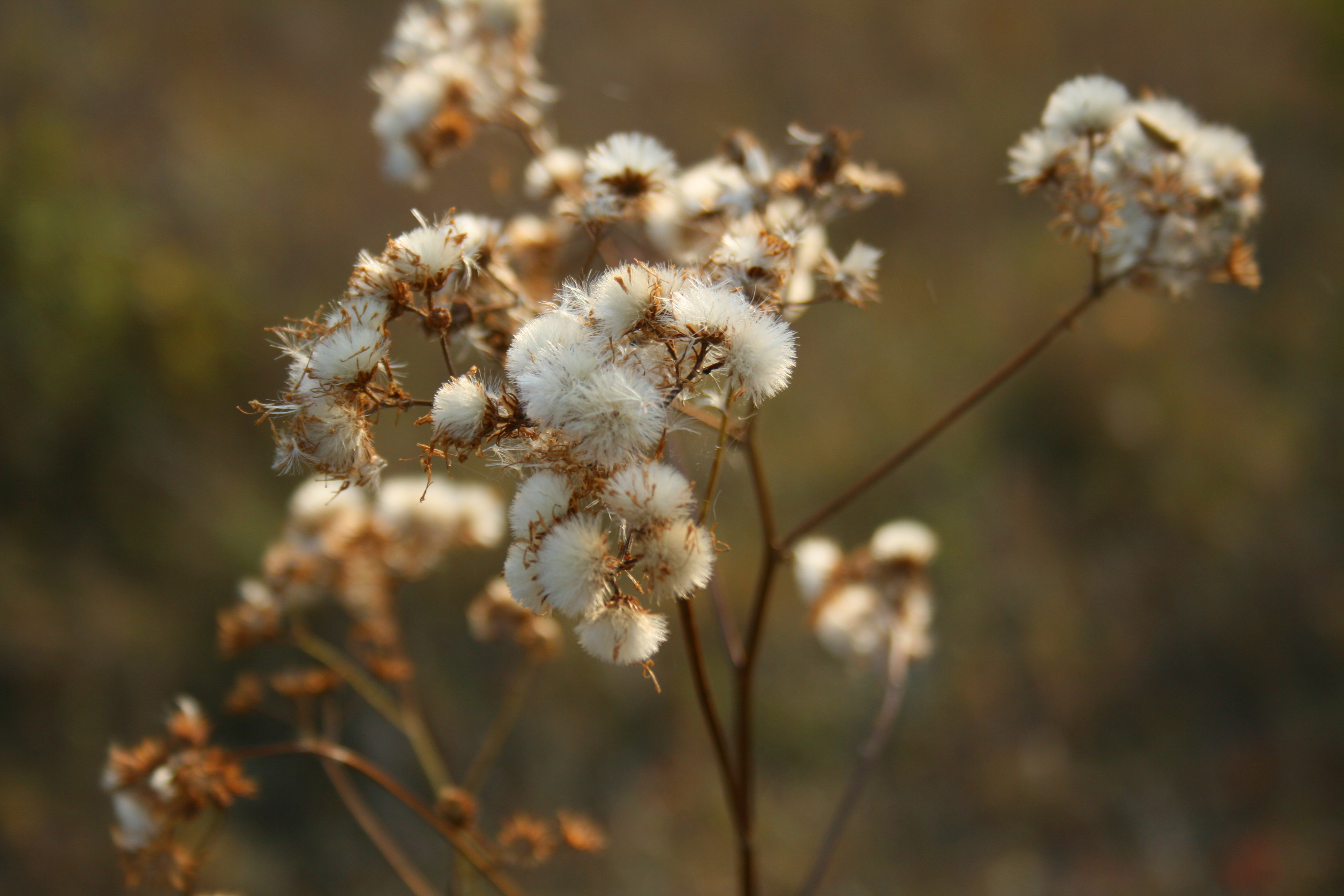
Fruchtstand mit Pappus

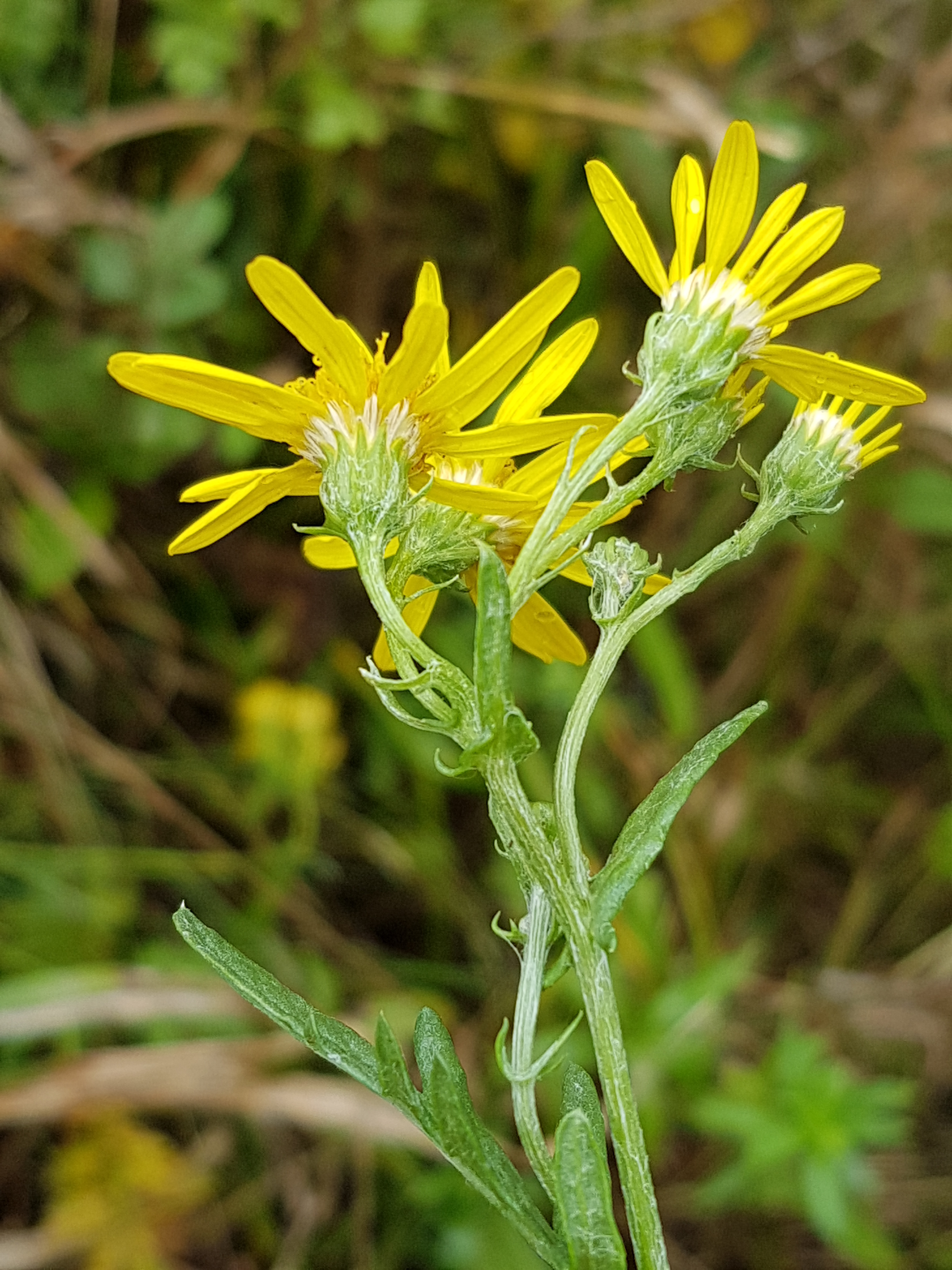
Blütenstand mit Körben: die Außenhüllblätter stehen meist mehr oder weniger ab.

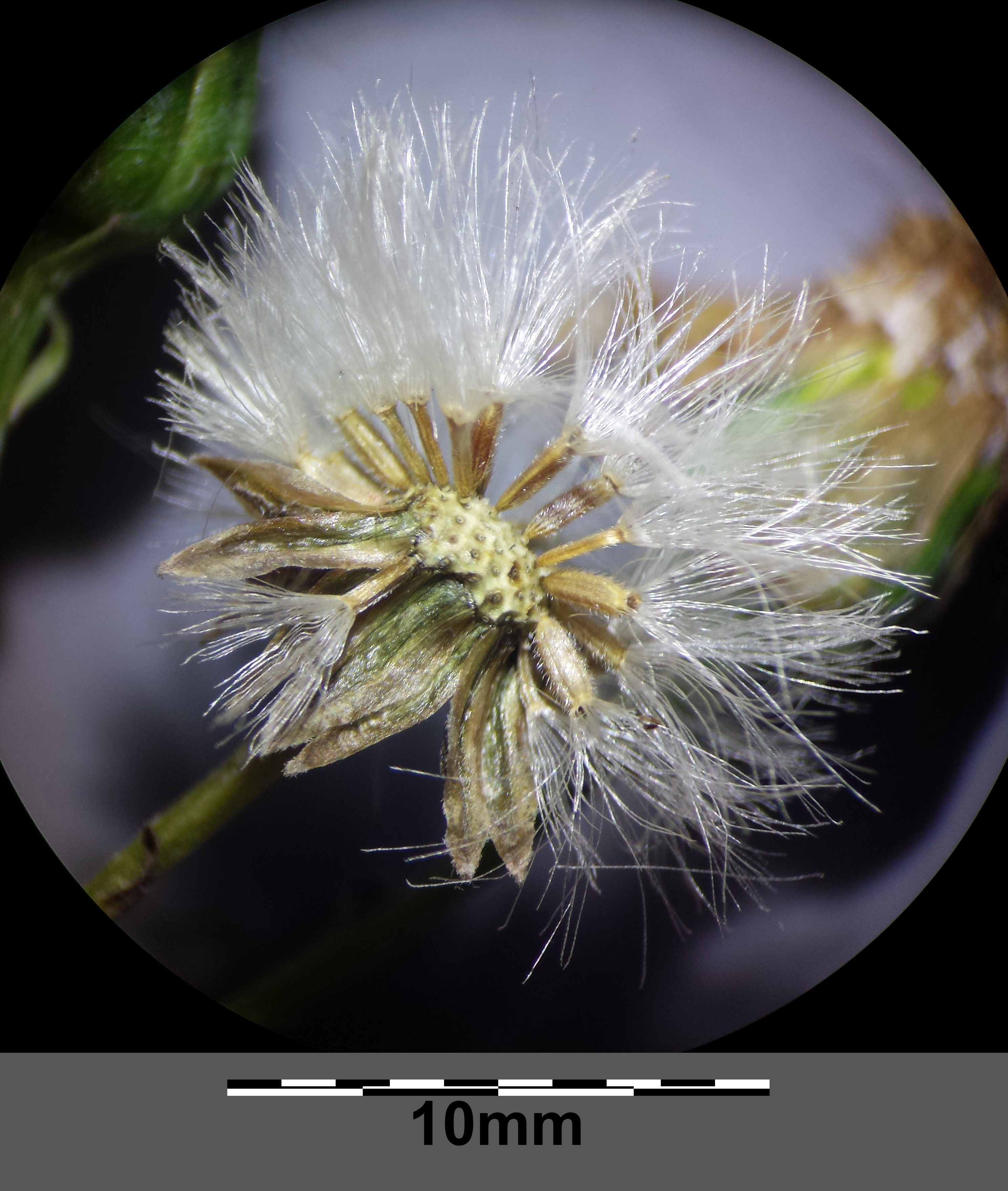
Korb mit reifen Achänen mit Pappus

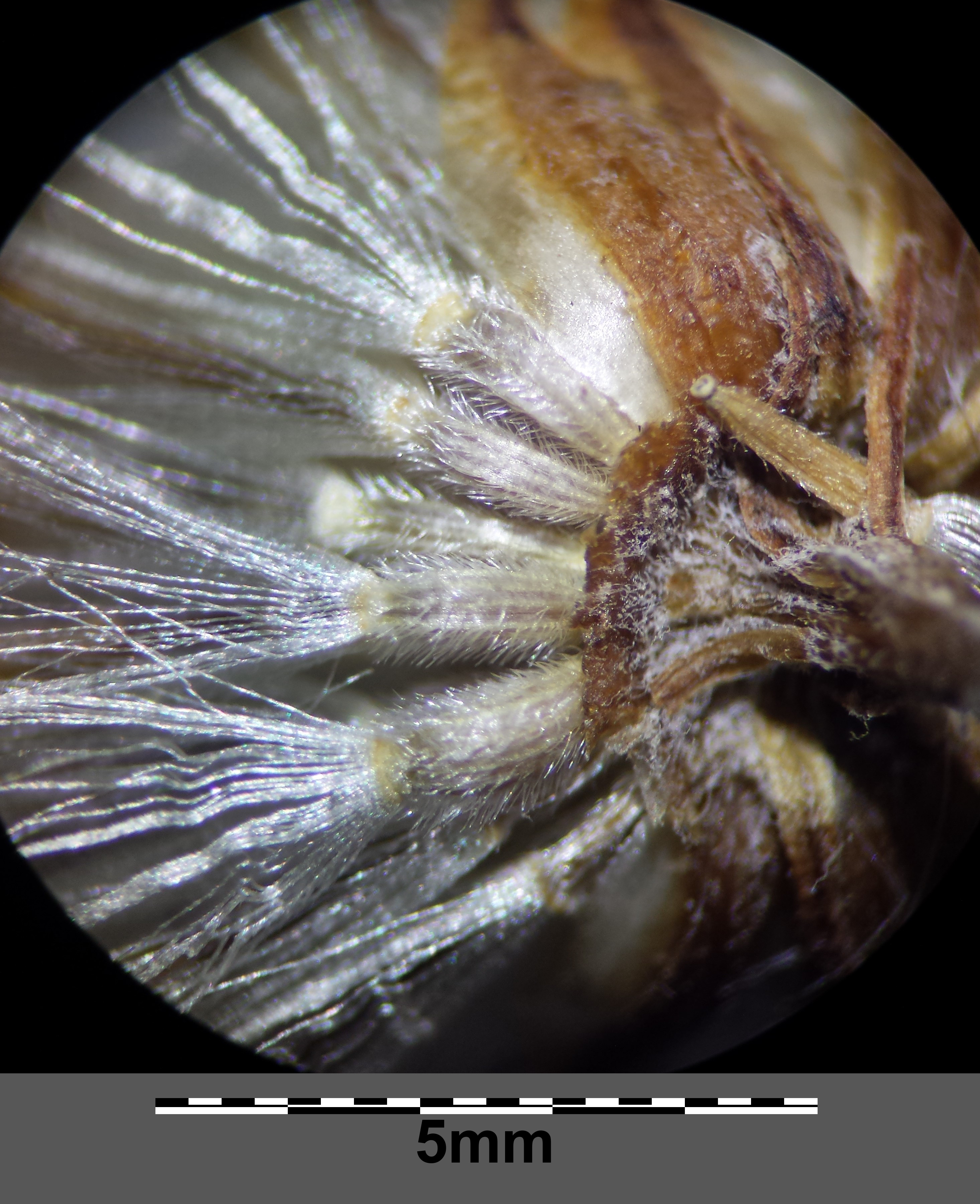
Auch die Achänen der Zungenblüten sind dicht kurzhaarig.

### Vegetative Merkmale
Das Raukenblättrige Greiskraut ist eine ausdauernde krautige Pflanze und erreicht Wuchshöhen von 30 bis 120 Zentimetern. Sie bildet Ausläufer. Die Stängel sind aufrecht, kantig, reich beblättert und spinnwebig-wollig bis fast kahl und oft rotbraun überlaufen. Die mittleren Stängelblätter sind bei der Nominatform erucifolius graugrün, fiederteilig, mit lanzettlich zugespitzten, meist schmalen Zipfeln und am Grund ohne Anhäufung schmaler Blattzipfel (Öhrchen). Bei der schmalblättrigen Unterart Jacobaea erucifolia subsp. tenuifolia sind die Blattabschnitte schmal-linealisch, am Rand zurückgerollt und auch unterseits meist frischgrün.

### Generative Merkmale
In einem Gesamtblütenstand stehen zahlreiche (bis 30 und mehr) Blütenkörbchen zusammen. Die Stängel sind oben ästig und ebensträußig. Die Blütenköpfe sind 13 bis 15 Millimeter breit. Die Hülle ist weit glockig, 6 bis 8 Millimeter lang und besteht aus 13 Hüllblättern und 3 bis 8 aufrecht abstehenden Außenhüllblättern, die etwa halb so lang sind wie die Hüllblätter. Die 13 Zungenblüten sind hell-goldgelb, etwa 8 Millimeter lang und 1 Millimeter breit. Die Achänen sind alle kurz behaart und 2 Millimeter lang. Der Pappus ist bleibend und zur Fruchtzeit dreimal so lang wie die Achänen. Die Blütezeit reicht von Juli bis September; dort wo es gemeinsam mit dem Jakobs-Greiskraut (Jacobaea vulgaris) vorkommt, blüht es etwa sechs bis acht Wochen später als das Jakobs-Greiskraut.
Die Chromosomenzahl beträgt 2n = 40.

## Ökologie
Das Raukenblättrige Greiskraut ist ein Hemikryptophyt mit kriechendem Rhizom. Die Bestäubung erfolgt vor allem durch Bienen und Fliegen. Die Diasporen, es sind die Achänen, werden durch den Wind ausgebreitet (Schirmchenflieger).
Als Schmarotzer wurden die Pilze Erysibe cichoriacearum und Ophiobolus tenellus beobachtet.

## Vorkommen
Diese eurasisch verbreitete Art fehlt teilweise im norddeutschen Tiefland. Sie wächst häufig in Kalk-Magerrasen und Weiden, in Halbtrockenrasen oder trockenen Moorwiesen, an Wald- und Strauchrändern, Wegrainen oder Erdanrissen und in Steinbrüchen. Das Raukenblättrige Greiskraut gedeiht am besten auf basenreichen, mäßig stickstoffhaltigen Lehmböden. Nach den Ellenbergschen Zeigerwerten ist es eine Lichtpflanze von subozeanischer Verbreitung und ein Trockniszeiger. Das Raukenblättrige Greiskraut ist in Mitteleuropa eine schwache Verbandscharakterart wärmebedürftiger Distelgesellschaften (Onopordion acanthii). Es kommt besonders oft in halbruderalen, gestörten Gesellschaften der Verbände Dauco-Melilotion, Convolvulo-Agropyrion oder Mesobromion vor.

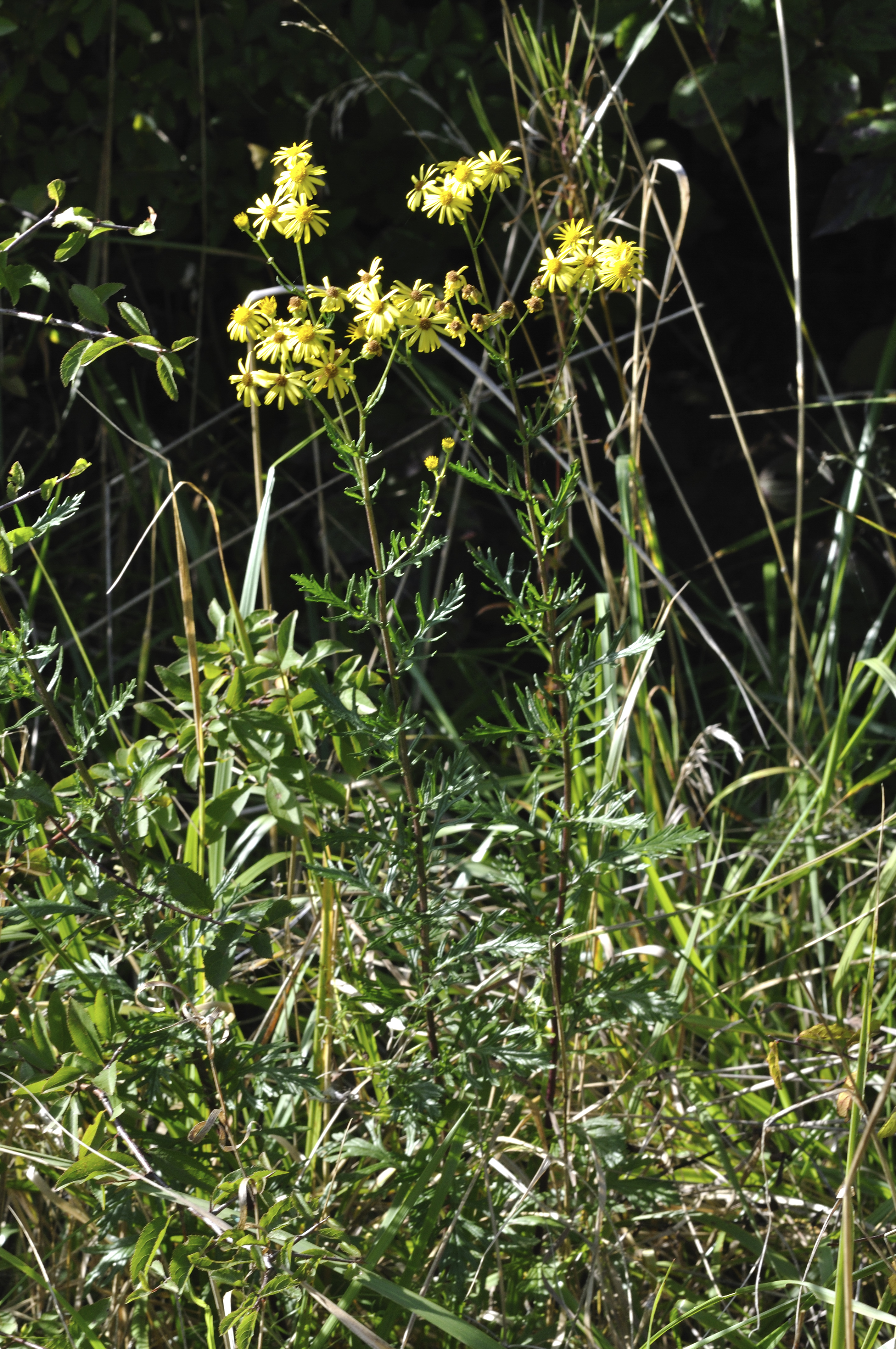
Raukenblättriges Greiskraut (Jacobaea erucifolia)

Die ökologischen Zeigerwerte nach Landolt et al. 2010 sind in der Schweiz: Feuchtezahl F = 2+w+ (frisch aber stark wechselnd), Lichtzahl L = 4 (hell), Reaktionszahl R = 4 (neutral bis basisch), Temperaturzahl T = 4 (kollin), Nährstoffzahl N = 3 (mäßig nährstoffarm bis mäßig nährstoffreich), Kontinentalitätszahl K = 3 (subozeanisch bis subkontinental).
Das Raukenblättrige Greiskraut steigt in der Unterart Gewöhnliches Raukenblättriges Greiskraut (Jacobaea erucifolia subsp. erucifolia) in den Allgäuer Alpen im Tiroler Teil am Anstieg zur Gaichtspitze bis zu einer Höhenlage von 1300 Metern auf.

## Systematik
Die Erstveröffentlichung erfolgte 1755 unter dem Namen (Basionym) Senecio erucifolius durch Carl von Linné in Flora Suecica, ed. 2, S. 291. In die Gattung Jacobaea gestellt wurde sie im Jahr 1801 durch Gottfried Gaertner, Bernhard Meyer und Johannes Scherbius in der Oekonomischen Flora der Wetterau, Band 3, Teil 1, Seite 208. 
Von Jacobaea erucifolia gibt es mehrere Unterarten (Auswahl):
- Gewöhnliches Raukenblättriges Greiskraut (Jacobaea erucifolia (L.) G.Gaertn. & al. subsp. erucifolia, Syn.: Senecio erucifolius L. subsp. erucifolius)
- Jacobaea erucifolia subsp. arenaria (Soó) B.Nord. & Greuter: Sie kommt in der Ukraine, in Rumänien, Bulgarien, Moldawien, im europäischen Russland, in der Türkei und in Transkaukasien vor.[5]
- Jacobaea erucifolia subsp. praealta (Bertol.) Greuter & B.Nord. (Syn.: Senecio praealtus Bertol.):  Sie kommt in Portugal, Spanien und Italien vor.[5]
- Schmalblättriges Raukenblättriges Greiskraut (Jacobaea erucifolia subsp. tenuifolia (J.Presl & K.Presl) B.Nord. & Greuter, Syn.: Senecio erucifolius subsp. tenuifolius (Jacq.) Jáv.): Sie kommt in Frankreich, Korsika, Italien, in der Schweiz, Deutschland, Kroatien, Ungarn, Bulgarien, Serbien, Rumänien, in der Slowakei und in der Ukraine vor.[5]